# Shake Your Money Maker
| Recensione | Giudizio |
| ---------- | -------- |
| AllMusic   |          |

Shake Your Money Maker è il primo album in studio del gruppo musicale statunitense The Black Crowes, pubblicato dalla Def American Recordings nel 1990.

## Descrizione
Registrato durante l'estate del 1989 tra Atlanta e Los Angeles, questo album è fortemente influenzato dal rock degli anni settanta, in particolare The Rolling Stones e Faces, contrastando con la scena musicale dei primi anni novanta caratterizzata dall'esplosione del grunge a Seattle. L'album prende il nome da una canzone di Elmore James, che il gruppo non ha mai suonato dal vivo fino a Live at the Greek (2000) con Jimmy Page.
Furono estratti cinque singoli, tra cui la cover di Otis Redding Hard to Handle e la ballad acustica She Talks to Angels, che raggiunsero la prima posizione nella classifica Mainstream Rock Airplay. L'intero album invece, dopo un inizio a rilento, scalò la classifica settimanale fino al quarto posto e concluse al terzo in quella annuale del 1991. In totale vendette oltre cinque milioni di copie.
In occasione del trentesimo anniversario è uscita una edizione deluxe con tre dischi, che includono l'album originale rimasterizzato, una raccolta di inediti e lati B, e un disco dal vivo registrato ad Atlanta.

## Tracce
Testi e musiche di Chris Robinson e Rich Robinson, eccetto dove indicato.
1. Twice As Hard – 4:09
2. Jealous Again – 4:35
3. Sister Luck – 5:13
4. Could I've Been So Blind – 3:44
5. Seeing Things – 5:18
6. Hard to Handle – 3:08 (Allen Jones, Al Bell, Otis Redding)
7. Thick N' Thin – 2:44
8. She Talks to Angels – 5:29
9. Struttin' Blues – 4:09
10. Stare It Cold – 5:13

### Edizione deluxe
CD1 - Shake Your Money Maker: 2020 Remaster
1. Twice As Hard
2. Jealous Again
3. Sister Luck
4. Could I've Been So Blind
5. Seeing Things
6. Hard to Handle
7. Thick N' Thin
8. She Talks to Angels
9. Struttin' Blues
10. Stare It Cold
11. Mercy, Sweet Moan

CD2 - More Money Maker: Unreleased Songs and B-Sides
1. Charming Mess
2. 30 Days in the Hole
3. Don't Wake Me
4. Jealous Guy
5. Waitin' Guilty
6. Hard to Handle (With Horns Remix)
7. Jealous Again (Acoustic Version)
8. She Talks to Angels (Acoustic Version)
9. She Talks to Angels (Mr. Crowe's Garden Demo)
10. Front Porch Sermon (Mr. Crowe's Garden Demo)

CD3 - The Homecoming Concert: Atlanta, GA December 1990
1. Introduction
2. Thick N' Thin
3. You're Wrong
4. Twice As Hard
5. Could I've Been So Blind
6. Seeing Things
7. She Talks to Angels
8. Sister Luck
9. Hard to Handle
10. Shake 'Em On Down
11. Get Back
12. Struttin' Blues
13. Words You Throw Away
14. Stare It Cold
15. Jealous Again

## Formazione
Gruppo
- Chris Robinson – voce
- Rich Robinson – chitarra
- Jeff Cease – chitarra
- Johnny Colt – basso
- Steve Gorman – batteria

Altri musicisti
- Chuck Leavell – tastiere
- Laura Creamer – cori
- Brendan O'Brien – "un potpourri di strumenti"

## Classifiche
Album
| Classifica (1991) | Posizione massima |
| ----------------- | ----------------- |
| Stati Uniti       | 4                 |

Singoli
| Anno | Singolo             | Classifica              | Posizione |
| ---- | ------------------- | ----------------------- | --------- |
| 1990 | Jealous Again       | Billboard Hot 100       | 75        |
| 1990 | Jealous Again       | Mainstream Rock Airplay | 5         |
| 1990 | Hard to Handle      | Mainstream Rock Airplay | 1         |
| 1990 | Twice As Hard       | Mainstream Rock Airplay | 11        |
| 1991 | Hard to Handle      | Billboard Hot 100       | 26        |
| 1991 | She Talks to Angels | Billboard Hot 100       | 30        |
| 1991 | Seeing Things       | Mainstream Rock Airplay | 2         |
| 1991 | She Talks to Angels | Mainstream Rock Airplay | 1         |